# Герб Почаєва
Герб Почаєва — символ міста Почаєва Тернопільської області. Затверджений 2000 року рішенням сесії Почаївської міської ради.
Автор проекту — А. Гречило.

## Історія
Почаїв на печатках з кінця XVIII століття використовував зображенням Пресвятої Богородиці.

## Опис
У синьому полі срібний собор з золотим куполом, над ним на срібній хмарі Пресвята Богородиця у золотому сяйві.
Щит вписаний у еклектичний картуш, увінчаний срібною мурованою короною з трьома мерлонами.

## Зміст
Герб відображає святині містечка, а саме: Богородицю Почаївську та Успенський собор Почаївської лаври.